# Eliurus carletoni
Eliurus carletoni — вид гризунів родини Незомієві (Nesomyidae). 

## Етимологія
Цей новий вид названий на честь д-ра Майкл Д. Карлтон Національного музею природної історії, Смітсонівський інститут, Вашингтон, на знак визнання його величезного внеску в області систематики гризунів. Зокрема, доктор Карлтон активно працює над систематикою та морфологічною еволюцією рідних гризунів Мадагаскару.

## Опис
Знаходиться у видовий групі E. antsingy характеризується темно-коричневим спинним волосяним покривом і контрастним сірувато-білим черевом. Має темно-коричневий хвіст, короткі задні ступні (28-29 мм) і
вуха (23-25 мм). Середні розміри: повна довжина 328.3, довжина голови й тіла 147.7, хвіст 174.3, вага 94.8 гр.

## Поширення
Цей ендемік Мадагаскару, проживає в Ankarana Special Reserve.